# Taurus KEPD 350
Taurus KEPD 350 – pocisk manewrujący typu powietrze-ziemia, wyprodukowany przez szwedzko-niemiecką firmę TAURUS Systems GmbH.

## Historia
Opracowanie pocisku rozpoczęto w pierwszej połowie 1997 roku. Formalne rozpoczęcie projektu oznaczonego nazwą Taurus datuje się na 31 marca 1998 roku, kiedy to spółka LFK-Lenkflugkörpersysteme GmbH otrzymała kontrakt na opracowanie pocisku manewrującego o zasięgu co najmniej 350 km. W celu opracowania, badań i produkcji pocisku powołano spółkę TAURUS Systems GmbH, która w 67% należała do niemieckiej spółki LFK-Lenkflugkörpersysteme GmbH (obecnie MBDA Deutschland), a w 33% do szwedzkiego Saab Bofors Dynamics, z którym nawiązano współpracę. Nazwa Taurus jest skrótem od Target Adaptive Unitary and dispenser Robotic Ubiquity System. Pierwotnie cały program miał służyć opracowaniu dwóch pocisków. Większego KEPD 350 przeznaczonego dla Niemiec, którego nosicielem miał być samolot PANAVIA Tornado oraz mniejszego, KEPD 150 przeznaczonego dla szwedzkiego Saab JAS 39 Gripen. Szwedzki pocisk miał mieć mniejszy zasięg (do 300 km) oraz mniejszą masę. Akronim KEPD – Kinetic Energy Penetration Destroyer oznaczał sposób niszczenia celu poprzez penetrator o bardzo wysokiej energii kinetycznej. 4 października 1999 roku, na poligonie Vidsel w Szwecji po raz pierwszy zrzucono z samolotu makietę pocisku. 30 września 2000 roku odbył się pierwszy, kierowany lot Taurusa.
W 2002 roku Niemcy zamówiły 600 pocisków Taurus (ostatni z zamówionych przez Luftwaffe pocisków został dostarczony 6 grudnia 2010 roku). W 2003 roku Szwecja przeprowadziła próby z KEPD 350 przenoszonym przez Gripena, który na swoich wewnętrznych węzłach mógł przenosić dwa takie pociski. Było to powodem zarzucenia prac nad KEPD 150. W listopadzie 2005 roku na poligonie w Południowej Afryce przeprowadzono finalny test rakiety w pełnej konfiguracji z głowicą bojową. W tym samym roku Hiszpania podpisała kontrakt na integrację Taurusa ze swoimi Hornetami. W 2010 roku zakończono dostawę 43 pocisków do tego kraju. W 2006 roku gotowość operacyjną do współpracy z pociskiem uzyskały niemieckie Tornada. Pociski znajdą się również na wyposażeniu południowokoreańskich samolotów F-15K Slam Eagle. Korea zakupiła je w listopadzie 2013 roku, pierwsza 60 sztuk producent dostarczył w grudniu 2016 roku. 12 września 2017 roku, odbyło się pierwsze ćwiczebne odpalenie pocisku z pokładu samolotu F-15K.
Pocisk może być przenoszony przez samoloty Panavia Tornado, Eurofighter Typhoon, JAS 39 Gripen i McDonnell Douglas F/A-18 Hornet. Pocisk przeznaczony jest do niszczenia punktowych celów umocnionych i instalacji wojskowych.

## Konstrukcja
Kształt pocisku zapewnia mu obniżoną skuteczną powierzchnię odbicia radiolokacyjnego. Ma skrzydła rozkładane po zrzuceniu z samolotu i usterzenie krzyżowe – X. Pocisk napędzany jest dwuprzepływowym silnikiem turbowentylatorowym Williams F121-WR-115 o ciągu 6,67 kN.
Pocisk naprowadzany jest na cel bezwładnościowym układem nawigacyjnym, korygowanym systemem GPS, radiolokacyjnym wysokościomierzem oraz układem elektrooptycznym porównującym obraz terenu z wybranymi, zapisanymi w pamięci komputera punktami. Taurus leci do celu na wysokości rzędu 30 metrów. Wybór celu zapewnia termowizyjna głowica elektrooptyczna, celność pocisku wynosi około 3 metrów. Tandemowa głowica bojowa MEPHISTO (Multi-Effect Penetrator, HIgh Sophisticated and Target Optimised) z prekursorem niszczącym ścianę celu i ładunkiem zasadniczym eksplodującym w jego wnętrzu.